# Szkoła Oficerów Rezerwy
Szkoła Oficerów Rezerwy (SOR) – nazwa szkół organizowanych przy uczelniach wojskowych i Ośrodku Szkolenia Wojsk Lądowych w Elblągu w latach 70. XX wieku.
Do SOR, które powstały w 1973 roku, kierowano na obowiązkowe przeszkolenie wojskowe absolwentów wyższych uczelni cywilnych. System ten zastąpił obowiązujący wcześniej, w którym studenci uczelni cywilnych zaliczali całe swoje przeszkolenie wojskowe w trakcie studiów.

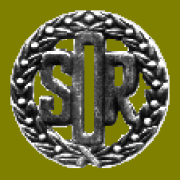
odznaka podchorążego SOR

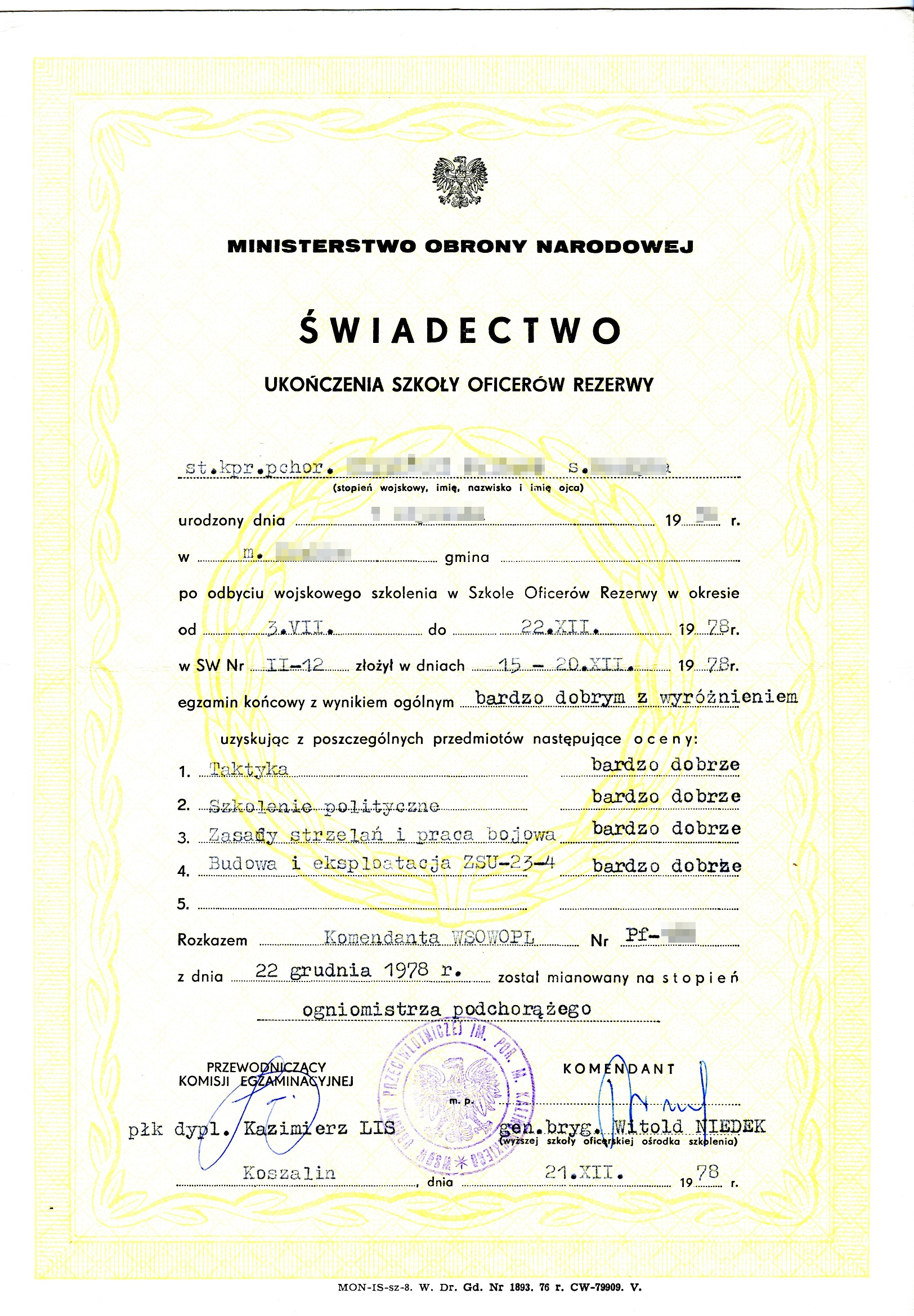
świadectwo ukończenia SOR, 1978

W pierwszych latach funkcjonowania (1973–1975) do SOR zostali skierowani absolwenci uczelni cywilnych, którzy przeszli już pełne szkolenie wojskowe w Studium Wojskowym na uczelni w wymiarze jednego dnia tygodniowo przez cały okres studiów, w systemie umundurowanym. W okresie późniejszym szkolenie w nowym systemie odbywało się najpierw w ciągu studiów (zajęcia w studium wojskowym uczelni cywilnej jeden dzień w tygodniu przez dwa semestry, ale bez umundurowania, jak poprzednio), a potem teoretycznie wszyscy absolwenci – najczęściej bezpośrednio po otrzymaniu dyplomu, rzadziej po roku lub dwóch – posiadający kategorię zdrowia „A” otrzymywali skierowanie na 6-miesięczne przeszkolenie w SOR, po którym następowała 6-miesięczna praktyka. Część poborowych podlegających temu przeszkoleniu powoływano do służby w początkach lipca (kończyli oni szkolenie i późniejszą praktykę pod koniec czerwca następnego roku), a część – tuż po Nowym Roku (kończyli przed Bożym Narodzeniem). Mieli oni tytuł podchorążego tak, jak studenci zawodowych Wyższych Szkół Oficerskich, ale w odróżnieniu od nich pagony swoich mundurów obszywali biało-czerwonym sznureczkiem (a nie białym, jak studenci WSO). Ponadto belki (lub u sierżantów podchorążych – krokiewki) naszywane lamówką na naramiennikach miały cienką czerwoną obwódkę, tak jak lamówki służące do oznaczenia stopni żołnierzy ówczesnej służby zasadniczej. Barwne obszycie pagonów było prawdopodobnie przyczyną określania podchorążych SOR przez żołnierzy służby zasadniczej mianem bażantów.
Służba wojskowa absolwentów uczelni cywilnych podzielona była na dwa półroczne etapy. Pierwszy etap w SOR, kończący się egzaminami, obejmował (po czterotygodniowym przystosowawczym okresie podstawowym) szkolenie ogólnowojskowe i specjalistyczne; ten etap realizowany był w wyższych szkołach oficerskich i Ośrodku Szkolenia Wojsk Lądowych w Elblągu. Drugie półrocze odbywało się w najczęściej poza szkołą, w jednostkach wojskowych w całym kraju; była to tzw. praktyka dowódcza, w założeniu pomyślana jako przeszkolenie na odpowiednim stanowisku oficerskim, najczęściej dowódcy plutonu.
W ciągu pierwszego półrocza szkolenia w SOR jego uczestnicy awansowali na kolejne stopnie wojskowe na tyle szybko, że etap praktyki dowódczej rozpoczynali na ogół ze stopniem nie niższym starszego kaprala (nierzadko sierżanta). Pod koniec praktyki dowódczej (i zarazem dwunastego miesiąca szkolenia) absolwenci promowani byli na stopień podporucznika.
W 1980 roku Szkoły Oficerów Rezerwy zastąpiono szkołami podchorążych rezerwy (w skrócie SPR, bez oficerskiej promocji na koniec szkolenia), a przeszkolenie w samej Szkole skrócono do 4 miesięcy, wydłużając praktykę do 8 miesięcy. W 1989 służbę w systemie SPR skrócono stopniowo do 6 miesięcy (bez podziału na szkołę i praktykę), dwa lata później dzieląc ją na 3-miesięczną szkołę i 3-miesięczną praktykę.